# Miroslav Januš
Miroslav Januš (* 9. srpna 1972, Postupice) je český sportovní střelec a olympionik.
Získal bronzovou medaili na olympiádě 1996 v Atlantě ve střelbě na běžící terč. Ve své sbírce má 120 cenných kovů z OH, MS, ME a SP.

## Účast na OH
- LOH 1992 – 9. místo
- LOH 1996 – 3. místo
- LOH 2000 – 8. místo
- LOH 2004 – 15. místo

## Nejvýznamnější výsledky
- 1994 – MS – Miláno (Itálie) – 1. místo (dr. MaBT mix+Račanský,Kermiét-WR)
- 1994 – MS – Miláno (Itálie) – 1. místo (dr. VzBT mix+Račanský,Kermiét-WR)
- 1994 – MS – Miláno (Itálie) – 1. místo (dr. VzBT 30+30+Račanský,Kermiét)
- 1994 – MS – Miláno (Itálie) – 2. místo (VzBT mix)
- 1994 – MS – Miláno (Itálie) – 3. místo (MaBT mix)* 1995 – ME – Lahti (Finsko) – 1. místo (MaBT 30+30)
- 1995 – ME Lahti (Finsko) – 3. místo (dr. MaBT mix+Tesař,Račanský)
- 1995 – HME – Helsinky (Finsko) – 3. místo (dr. VzBT 30+30 hala+Račanský,Svoboda)
- 1995 – HME – Helsinky (Finsko) – 3. místo (dr. VzBT mix hala+Račanský,Svoboda)
- 1996 – XXVI. LOH Atlanta (USA) – 3. místo (MaBT 30+30)
- 1996 – ME – Budapešť (Maďarsko) – 1. místo (VzBT mix 20+20 hala)
- 1996 – ME – Budapešť (Maďarsko) – 3. místo (dr. VzBT 30+30 hala+Račanský,Kermiét)
- 1996 – ME Budapešť (Maďarsko) – 3. místo (dr. VzBT mix hala+Račanský,Kermiét)
- 1997 – HME – Varšava (Polsko) – 1. místo (VzBT20+20 mix hala)
- 1997 – HME – Varšava (Polsko) – 1. místo (VzBT 30+30 hala)
- 1997 – HME – Varšava (Polsko) – 1. místo (dr. VzBT mix hala+Kermiét,Račanský)
- 1997 – ME – Kouvole (Finsko) – 2. místo (dr. MaBT 20+20mix+Kermiét,Račanský)
- 1997 – HME – Varšava (Polsko) – 3. místo (dr. VzBT 30+30+Kermiét,Račanský)
- 1997 – SP – 1. místo (BT konečné umístění)
- 1998 – MS – Barcelona (Španělsko) – 1. místo (dr, VzBT mix+Lízal,Račanský-WR)
- 1998 – ME – 2. místo (dr. VzBT 30+30+Račanský,Lízal)
- 1998 – Světový rekord – VzBT mix 1154 bodů (dr.+Lízal,Račanský)
- 1999 – ME – Bordeaux (Francie) – 1. místo (dr. MaBT 30+30+Lízal,Račanský)
- 1999 – ME – Bordeaux (Francie) – 1. místo (dr. MaBT mix+Lízal,Račanský)
- 2000 – XXVII. LOH – Sydney (Austrálie) – 8. místo (VzBT 10m)
- 2000 – SP – 8. místo (BT konečné umístění)
- 2001 – HME – Pontevedra (Španělsko) – 1. místo (dr. VZBT mix+Račanský,Lízal)
- 2001 – HME – Pontevedra (Španělsko) – 2. místo (dr. VzBT 30+30+Račanský,Lízal)
- 2001 – HME – Pontevedra (Španělsko) – 3. místo (VzBT mix)
- 2001 – ME – Záhřeb (Chorvatsko) – 1. místo (MaBTmix)
- 2001 – ME – Záhřeb (Chorvatsko) – 1. místo (dr. MaBTmix+Račanský,Lízal)
- 2001 – ME – Záhřeb (Chorvatsko) – 2. místo (MaBT 30+30)
- 2001 – ME – Záhřeb (Chorvatsko) – 3. místo (dr. MaBT 30+30+Račanský,Lízal)
- 2002 – HME – Soluň (Řecko) – 3. místo (VzBT mix)
- 2002 – HME – Soluň (Řecko) – 3. místo (dr. VzBt mix +Lízal,Račanský)
- 2002 – MS – Lahti (Finsko) – 1. místo (dr. MaBT mix +Račanský,Lízal)
- 2002 – MS – Lahti (Finsko) – 2. místo (dr. MaBT 30+30 +Račanský,Lízal)
- 2003 – ME – Plzeň (ČR) – 1. místo (MaBT 30+30)
- 2003 – ME – Plzeň (ČR) – 1. místo (dr. MaBT mix +Račanský,Lízal)
- 2003 – ME – Plzeň (ČR) – 2. místo (dr. MaBT 30+30 +Račanský,Lízal)
- 2003 – ME – Plzeň (ČR) – 3. místo (VzBT 30+30)
- 2003 – ME – Plzeň (ČR) – 3. místo (dr. VzBT 30+30+Račanský,Lízal)
- 2004 – HME – Györ (Maďarsko) – 3. místo (dr. VzBT 30+30+Jonáš,Caknakis)
- 2004 – HME – Györ (Maďarsko) – 3. místo (dr. VzBT 20+20 mix +Jonáš,Caknakis)
- 2004 – XXVIII. LOH – Atény (Řecko) – 15. místo (BT 30+30)
- 2005 – ME – Bělehrad (Srbsko a Černá Hora) – 1. místo (BT 30+30)
- 2006 – HME – Moskva (Rusko) – 2. místo (VzBT 20+20 mix)
- 2006 – HME Moskva (Rusko) – 1. místo (VzBT 30+30)
- 2007 – ME – Granada (Španělsko) – 6. místo (BT 30+30)
- 2007 – ME – Granada (Španělsko) – 1. místo (dr. BT 30+30+Jonáš,Caknakis)
- 2007 – ME – Granada (Španělsko) – 8. místo (BT 20+20mix)
- 2007 – ME – Granada (Španělsko) – 1. místo (dr. BT 20+20mix+Jonáš,Caknakis)
- 2007 – HME – Deauville (Francie) – 1. místo (dr. VzBT mix+Jonáš+Caknakis)
- 2007 – HME – Deauville (Francie) – 3. místo (dr. VzBT+Jonáš+Caknakis)
- 2007 – HME – Deauville (Francie) – 3. místo (VzBT mix)
- 2008 – MS – Plzeň (ČR) – 1. místo (dr. BT 30+30+Jonáš, Račanský)
- 2008 – MS – Plzeň (ČR) – 1. místo (dr. BT 20+20 mix+Jonáš, Račanský)
- 2008 – MS – Plzeň (ČR) – 2. místo (VzBT 30+30)
- 2008 – MS – Plzeň (ČR) – 2. místo (dr. VzBT 30+30+Jonáš, Račanský)
- 2008 – MS – Plzeň (ČR) – 3. místo (BT 30+30)
- 2008 – MS – Plzeň (ČR) – 6. místo (dr. VzBT+Jonáš, Račanský)
- 2009 – MS – Heinola (Finsko) – 2. místo (VzBT mix)
- 2009 – MS – Heinola (Finsko) – 2. místo (VzBT mix dr. +Jonáš,Nikl)
- 2009 – MS – Heinola (Finsko) – 2. místo (VzBT 30+30 dr. +Jonáš,Nikl)
- 2009 – MS – Heinola (Finsko) – 3. místo (BT mix dr.+Jonáš,Nikl)
- 2009 – ME – Osijek (Chorvatsko) – 1. místo (BT 30+30)
- 2009 – ME – Osijek (Chorvatsko) – 3. místo (dr. BT 30+30 +Jonáš,Nikl)
- 2009 – ME – Osijek (Chorvatsko) – 1. místo (dr. BT 20+20 mix+Jonáš,Nikl)
- 2009 – ME – Osijek (Chorvatsko) – 10. místo (BT 20+20 mix)
- 2009 – HME – Praha (ČR) – 8. místo (VzBT 30+30)
- 2009 – HME – Praha (ČR) – 3. místo (dr. VzBT 30+30+Jonáš)
- 2009 – HME – Praha (ČR) – 12. místo (VzBT mix)
- 2009 – HME – Praha (ČR) – 3. místo (dr. VzBT mix+Jonáš)
- 2010 – HME – Meraker (Norsko) – 4. místo (VzBT mix)
- 2010 – HME – Meraker (Norsko) – 2. místo (dr. VzBT mix+Jonáš,Nikl)
- 2010 – HME – Meraker (Norsko) – 10. místo (VzBT 30+30)
- 2010 – HME – Meraker (Norsko) – 4. místo (dr. VzBT 30+30+Jonáš,Nikl)

## Ankety
- 2001 – Anketa o nejlepšího střelce roku – 2. místo
- 2003 – Anketa o nejlepšího střelce roku – 1. místo
- 2006 – Anketa o nejlepšího střelce roku – 2. místo
- 2006 – Anketa nejlepší armádní sportovec roku – 8. místo
- 2008 – Anketa o nejlepšího střelce roku – 3. místo
- 2009 – Anketa o nejlepšího střelce roku – 3. místo